# Llista de missions diplomàtiques de Lituània

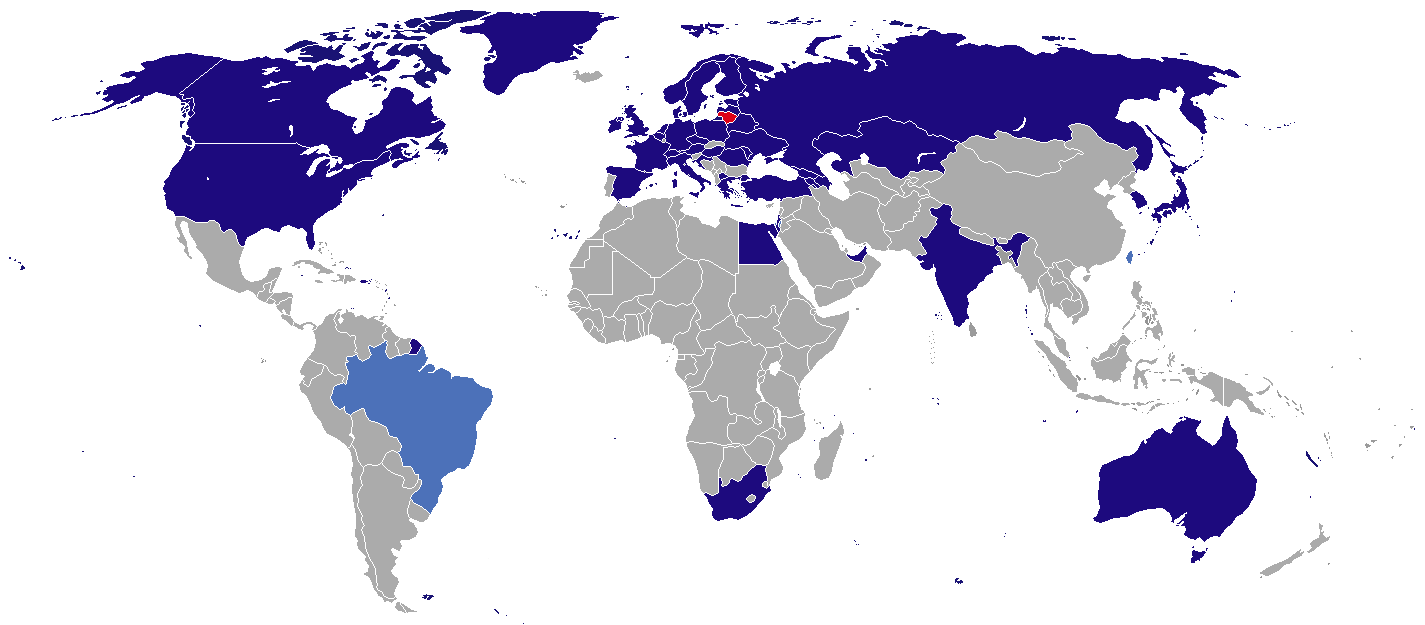
Estats amb missions diplomàtiques de Lituània

Aquest article és una llista de missions diplomàtiques de Lituània, excloent els consolats honoraris.
Lituània i els altres estats bàltics, juntament amb els països nòrdics, han signat un memoràndum d'entesa sobre l'enviament de diplomàtics a les missions de cadascun a l'estranger, sota els auspicis dels Nordic-Baltic Eight (NB8).

## Missions diplomàtiques

### Àfrica
- Egipte
  - El Caire (Ambaixada)
- Sud-àfrica
  - Pretòria (Ambaixada)

### Amèrica
- Brasil
  - São Paulo (Consolat General)
- Canadà
  - Ottawa (Ambaixada)
- Estats Units
  - Washington DC (Ambaixada)
  - Chicago (Consolat General)
  - Los Angeles (Consolat General)
  - Nova York (Consolat General)

### Àsia
- Armènia
  - Erevan (Ambaixada)
- Azerbaidjan
  - Bakú (Ambaixada)
- R.P. de la Xina
  - Pequín (Ambaixada)
- Corea del Sud
  - Seül (Ambaixada)
- Emirats Àrabs Units
  - Abu Dabi (Ambaixada)
- Geòrgia
  - Tbilisi (Ambaixada)
- Índia
  - Nova Delhi (Ambaixada)
- Israel
  - Tel-Aviv (Ambaixada)
- Japó
  - Tòquio (Ambaixada)
- Kazakhstan
  - Nursultan (Ambaixada)
  - Almati (Consolat General)
- Turquia
  - Ankara (Ambaixada)

### Europa
- Alemanya
  - Berlín (Ambaixada)
  - Bonn (Oficina Consular)
- Àustria
  - Viena (Ambaixada)
- Bèlgica
  - Brussel·les (Ambaixada)
- Belarús
  - Minsk (Ambaixada)
- Croàcia
  - Zagreb (Ambaixada)
- Dinamarca
  - Copenhaguen (Ambaixada)
- Espanya
  - Madrid (Ambaixada)
  - València (Consolat)
- Estònia
  - Tallinn (Ambaixada)
- Finlàndia
  - Hèlsinki (Ambaixada)
- França
  - París (Ambaixada)
- Grècia
  - Atenes (Ambaixada)
- Hongria
  - Budapest (Ambaixada)
- Irlanda
  - Dublín (Ambaixada)
- Itàlia
  - Roma (Ambaixada)
- Letònia
  - Riga (Ambaixada)
- Moldàvia
  - Chișinău (Ambaixada)
- Noruega
  - Oslo (Ambaixada)
- Països Baixos
  - La Haia (Ambaixada)
- Polònia
  - Varsòvia (Ambaixada)
  - Sejny (Consolat)
- Portugal
  - Lisboa (Ambaixada)
- Regne Unit
  - Londres (Ambaixada)
- Txèquia
  - Praga (Ambaixada)
- Romania
  - Bucarest (Ambaixada)
- Rússia
  - Moscou (Ambaixada)
  - Kaliningrad (Consolat General)
  - Sant Petersburg (Consolat General)
  - Sovetsk (Consolat)
- Ciutat del Vaticà
  - Roma (Ambaixada)
- Suècia
  - Estocolm (Ambaixada)
- Suïssa
  - Berna (Ambaixada)
- Ucraïna
  - Kíiv (Ambaixada)

### Oceania
- Austràlia
  - Canberra (Ambaixada)

## Galeria

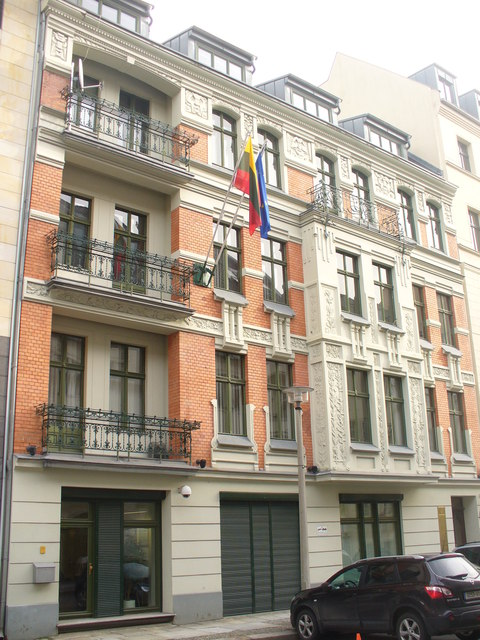
Ambaixada a Berlín
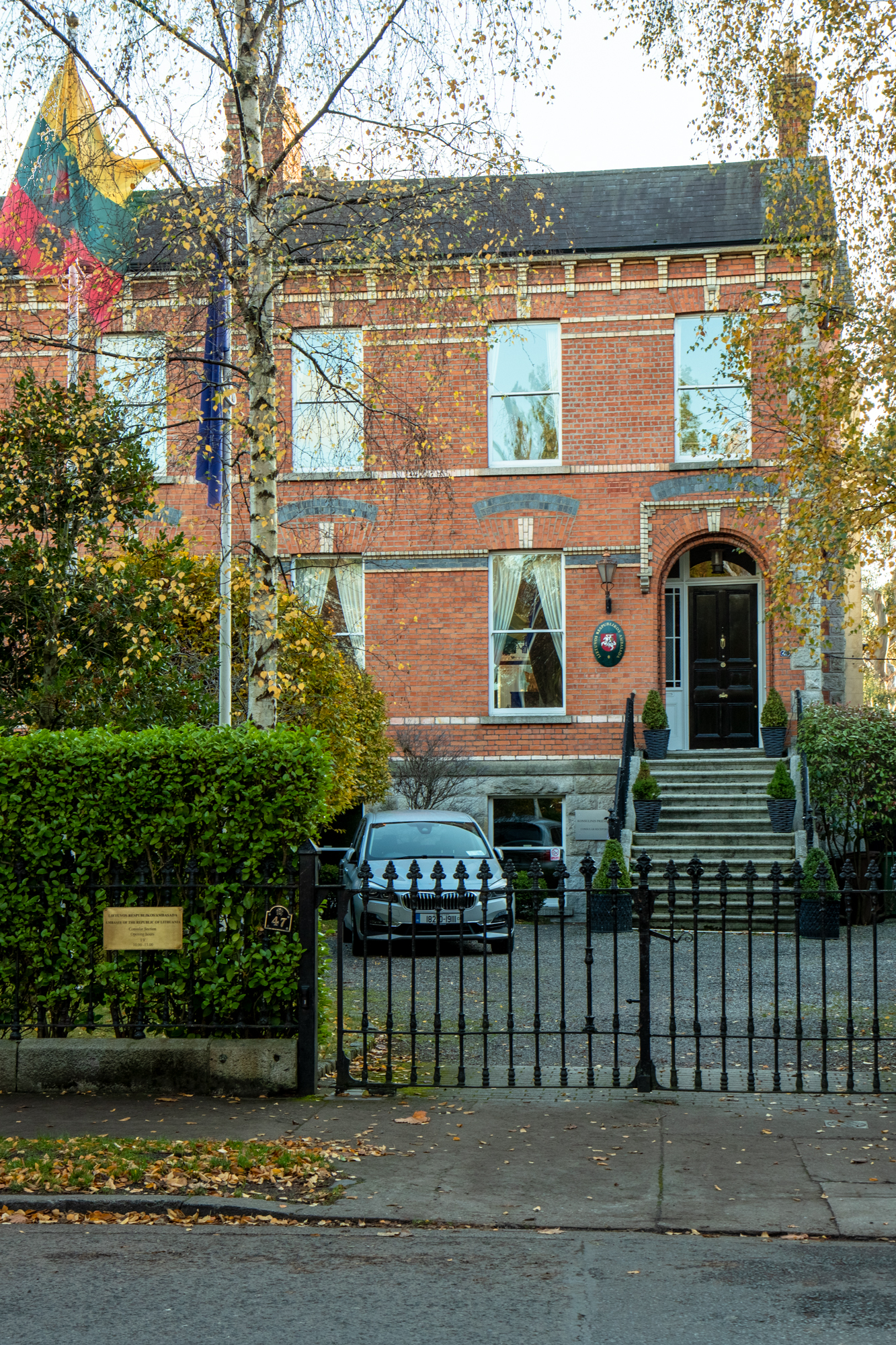
Ambaixada a Dublín
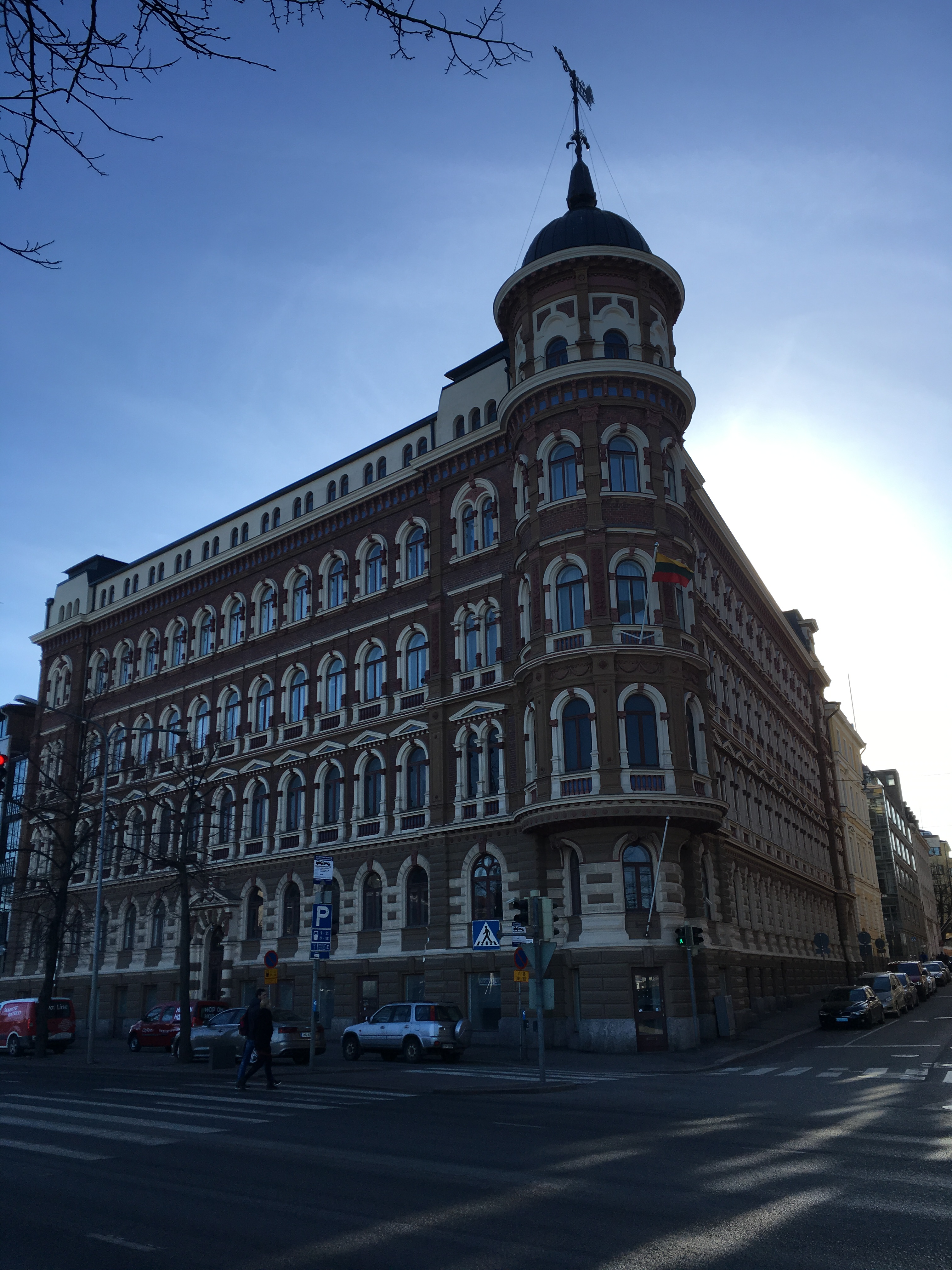
Ambaixada a Hèlsinki
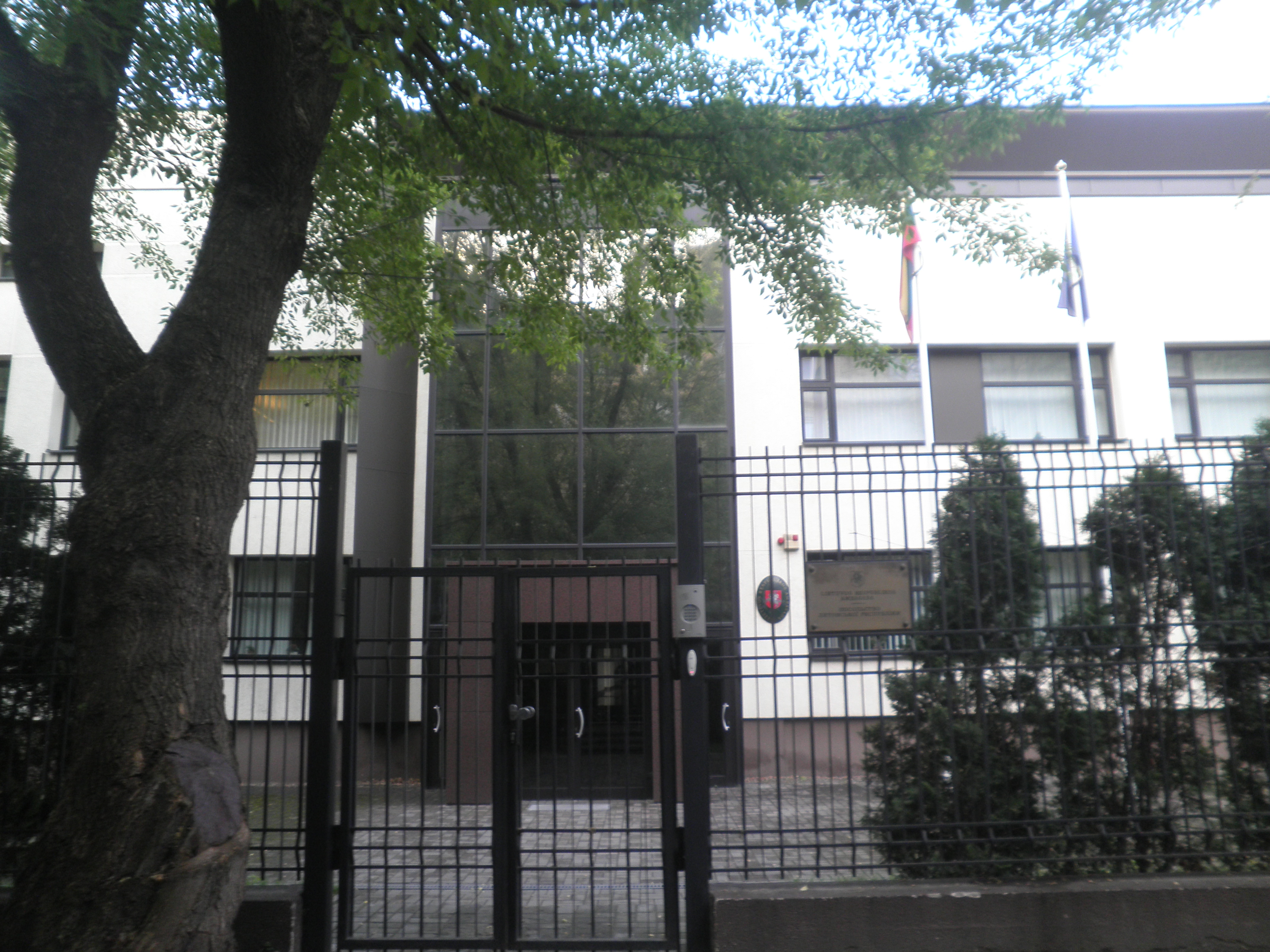
Ambaixada a Kíiv
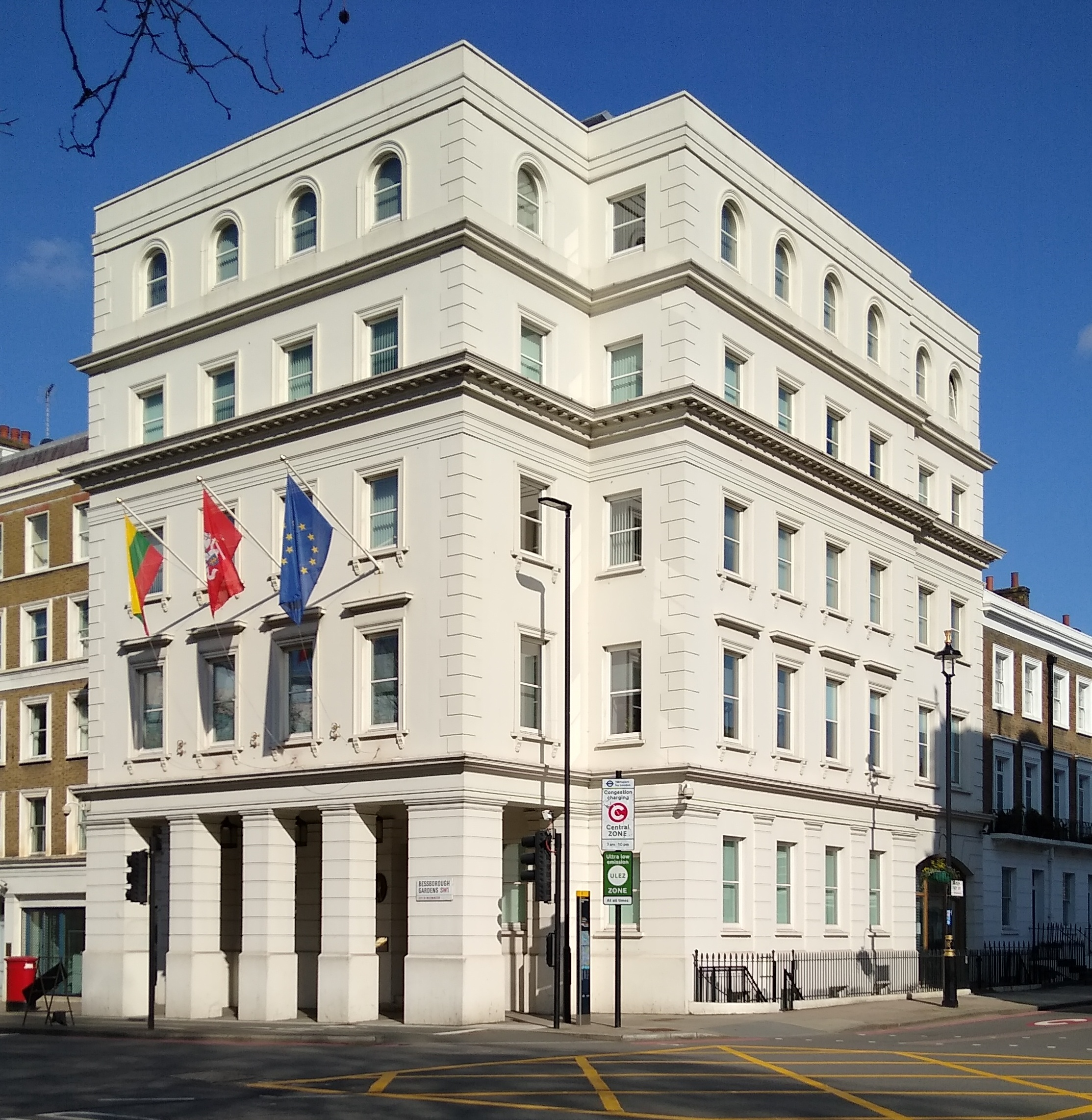
Ambaixada a Londres
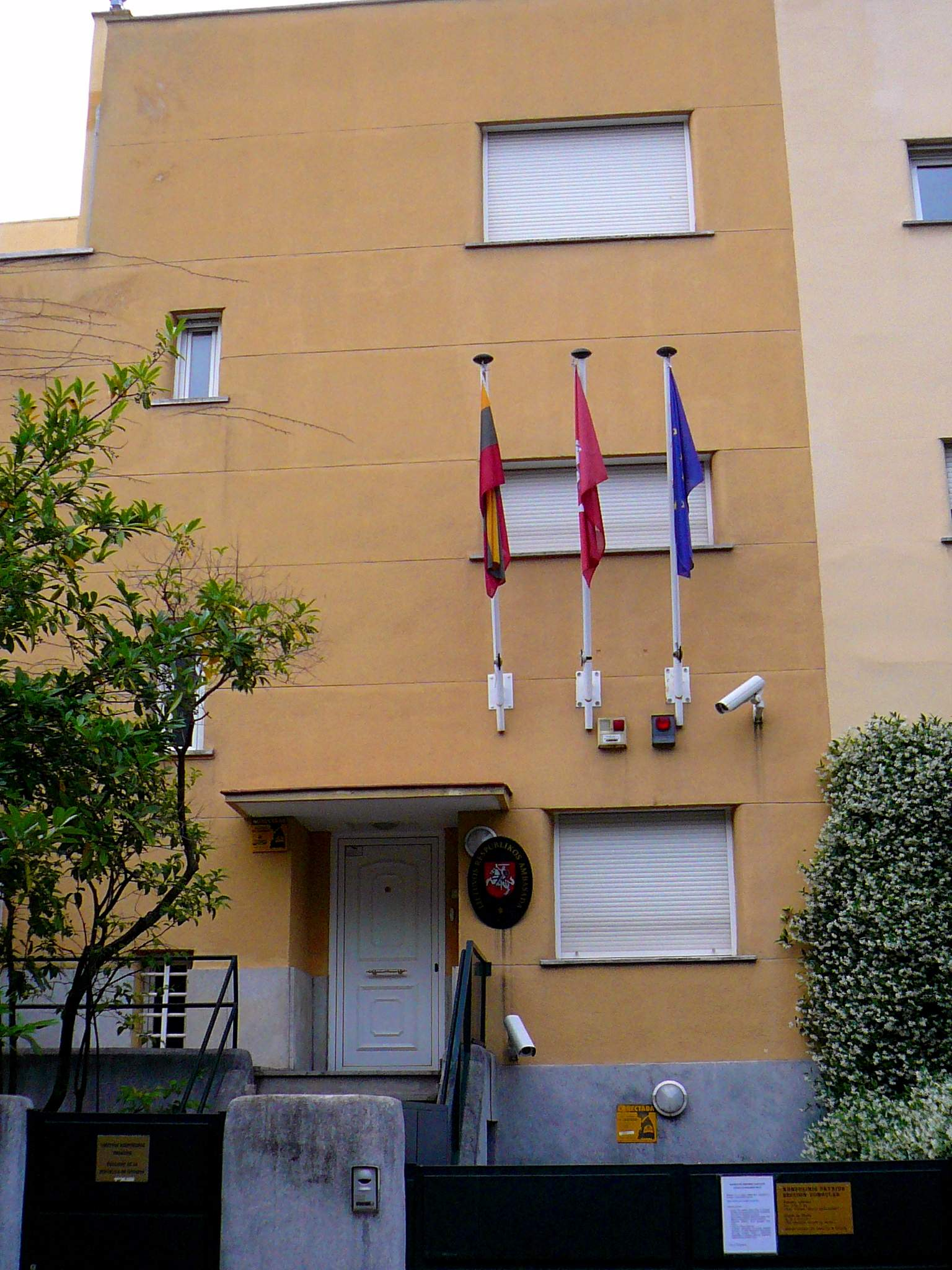
Ambaixada a Madrid
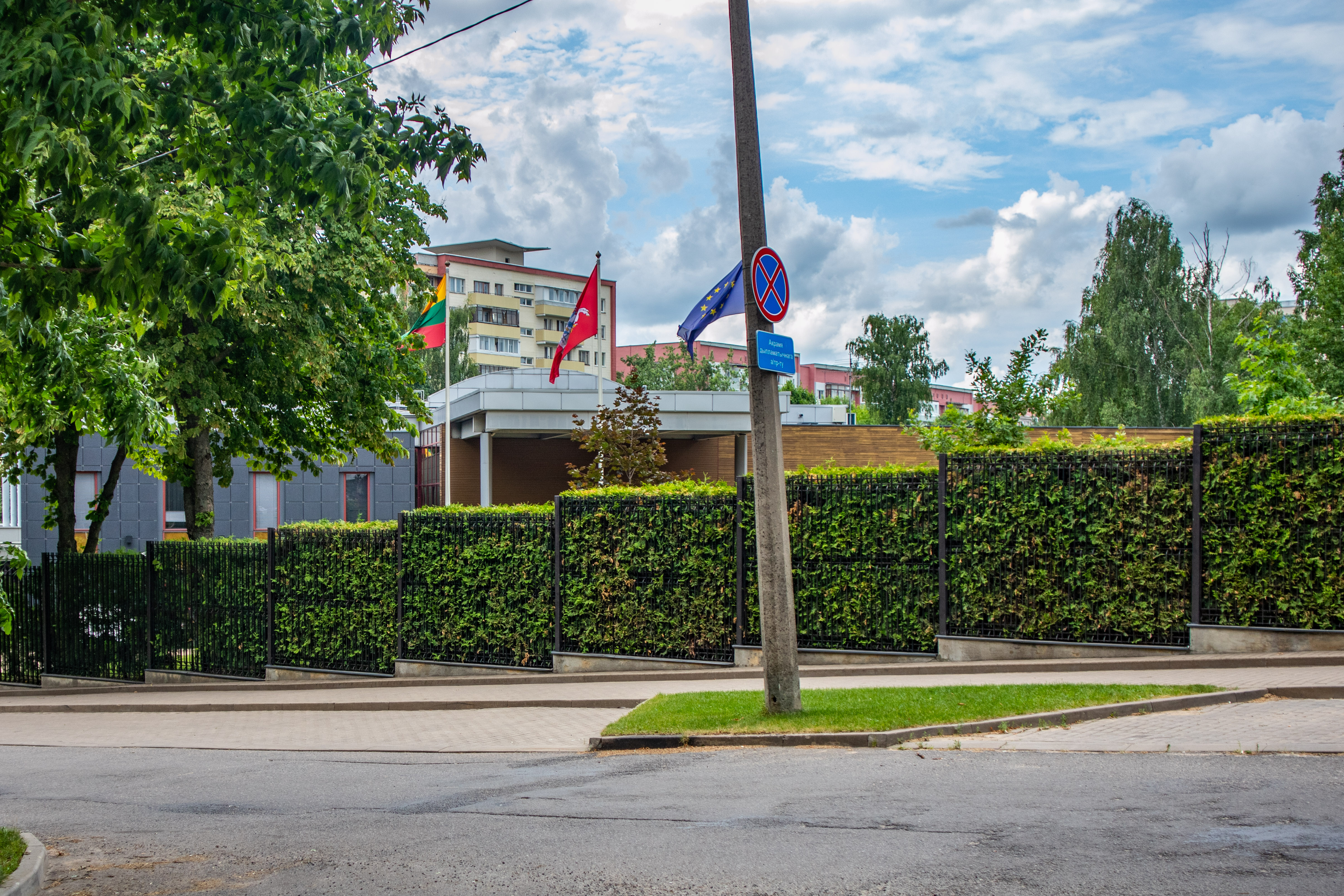
Ambaixada a Minsk
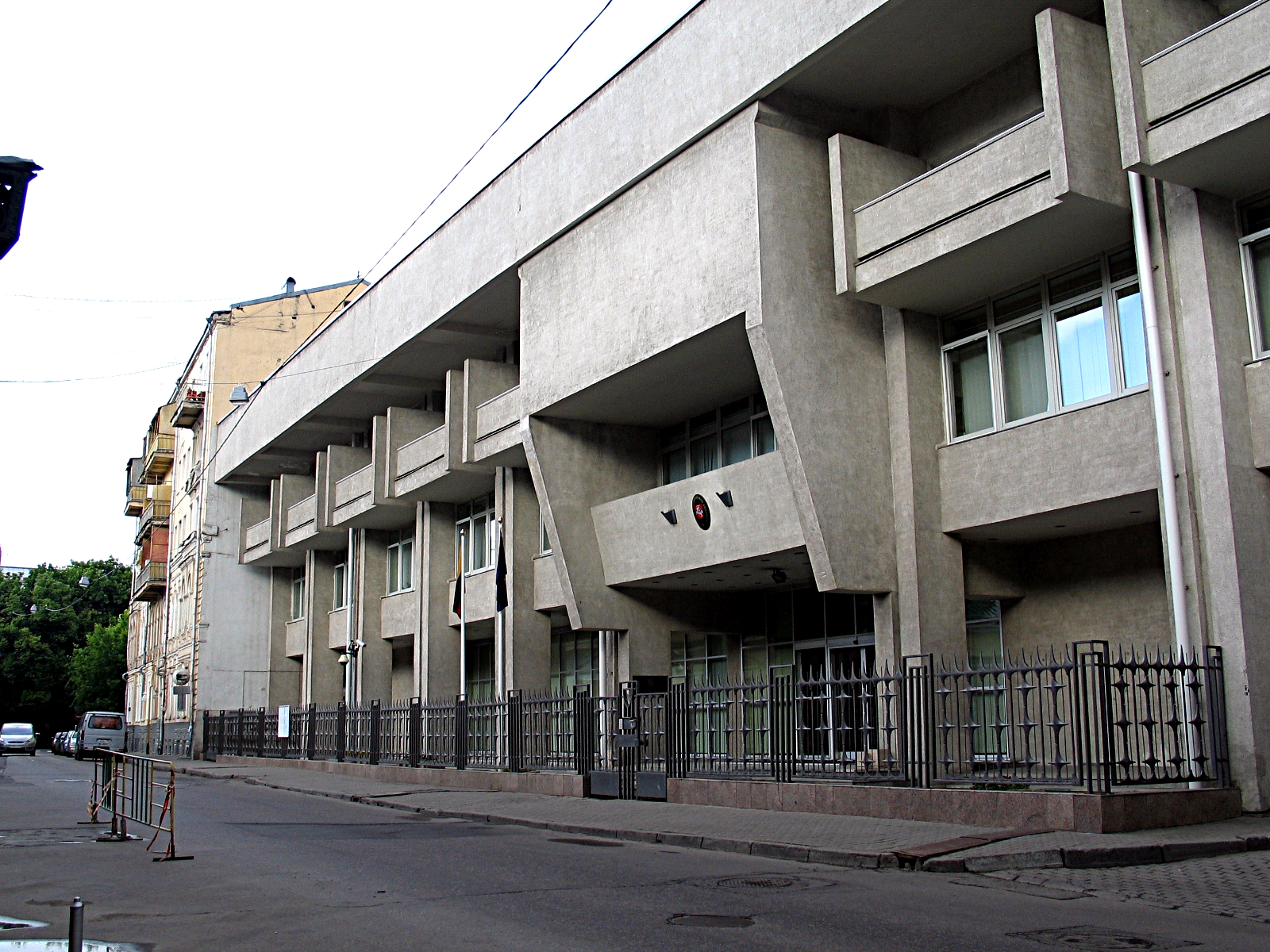
Ambaixada a Moscou
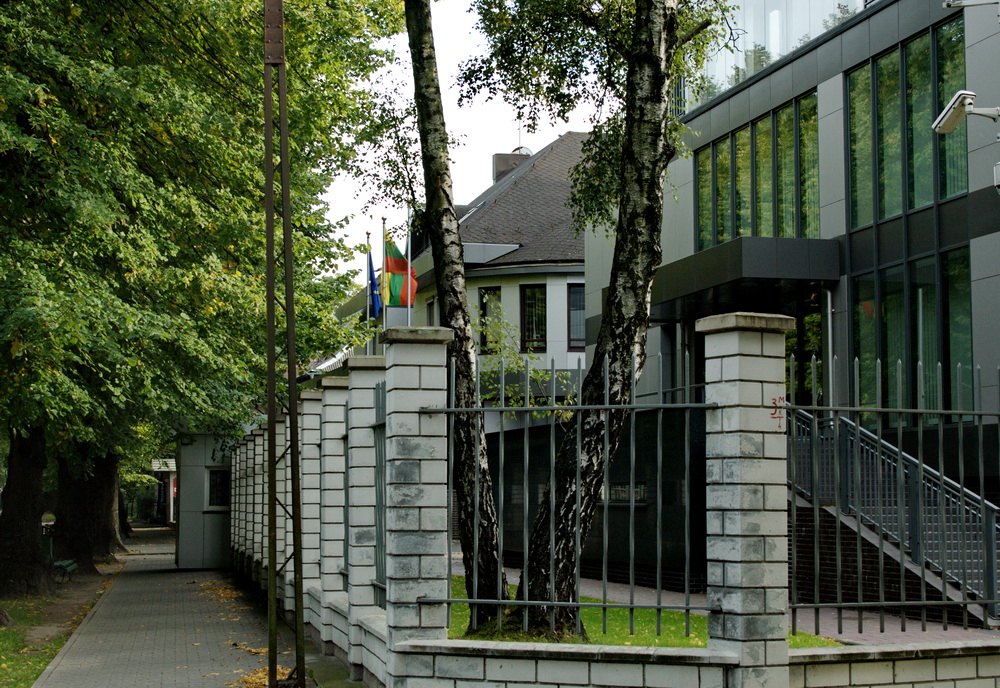
Consolat General a Kaliningrad
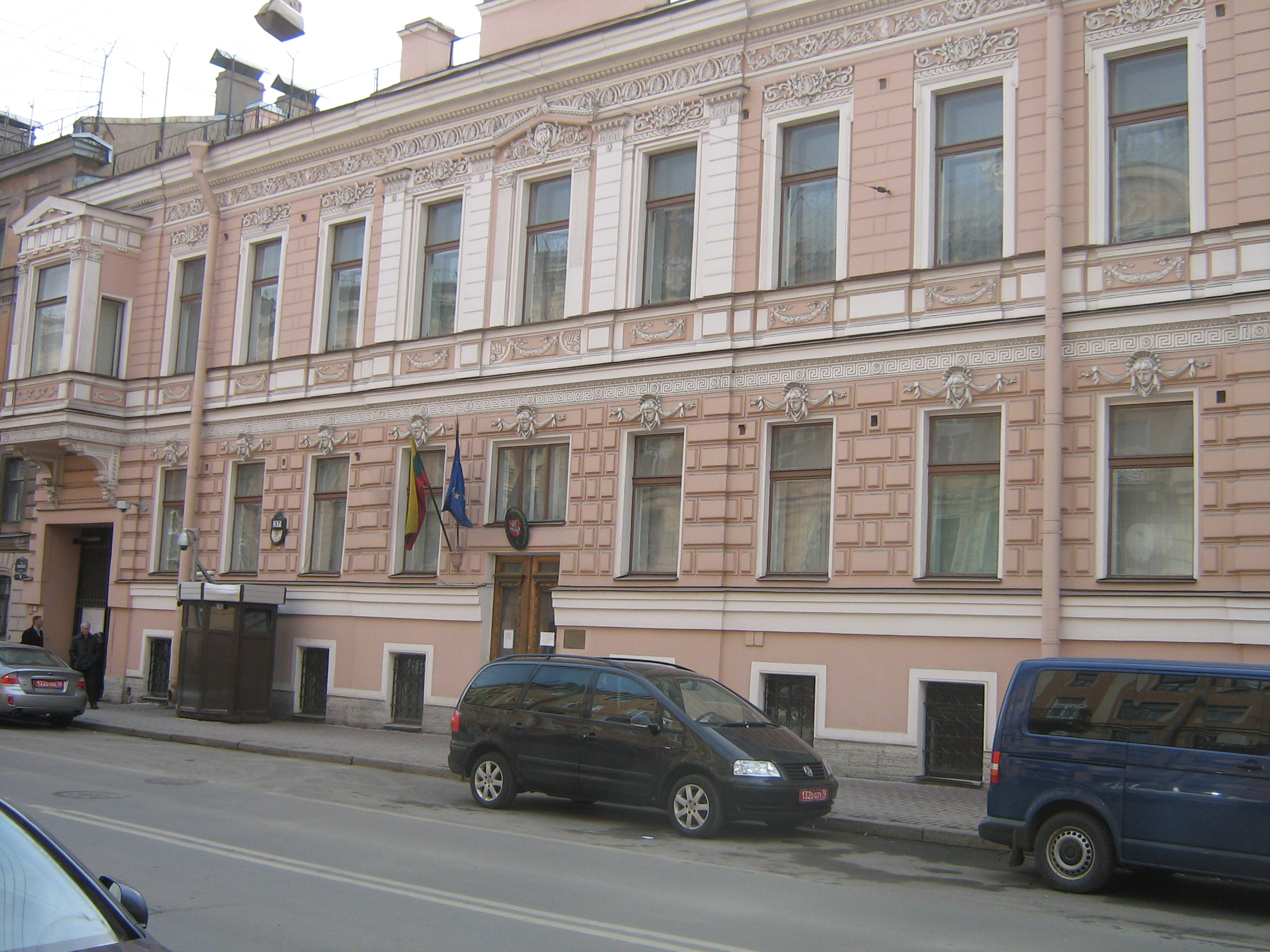
Consolat General in Sant Petersburg
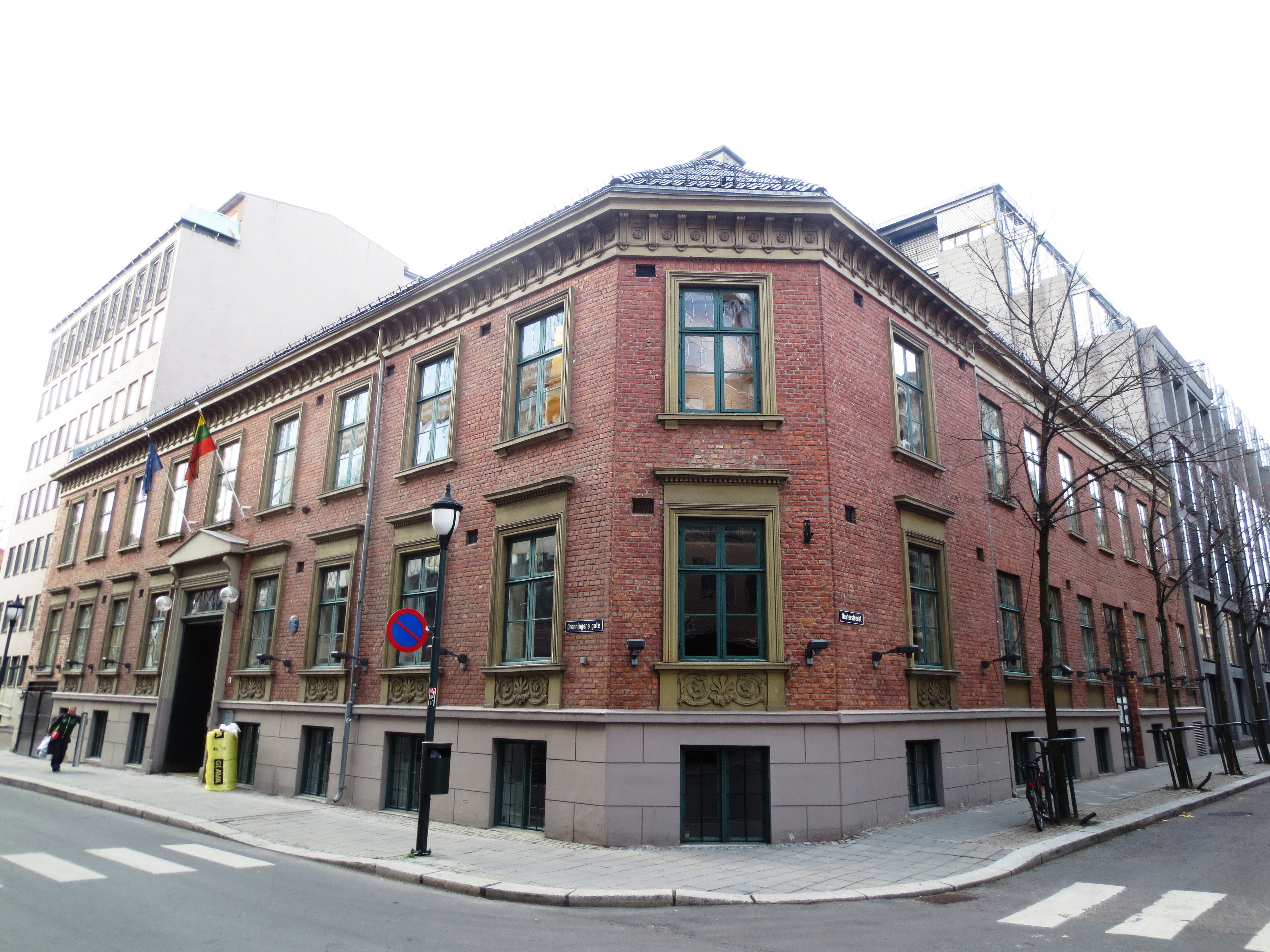
Ambaixada a Oslo
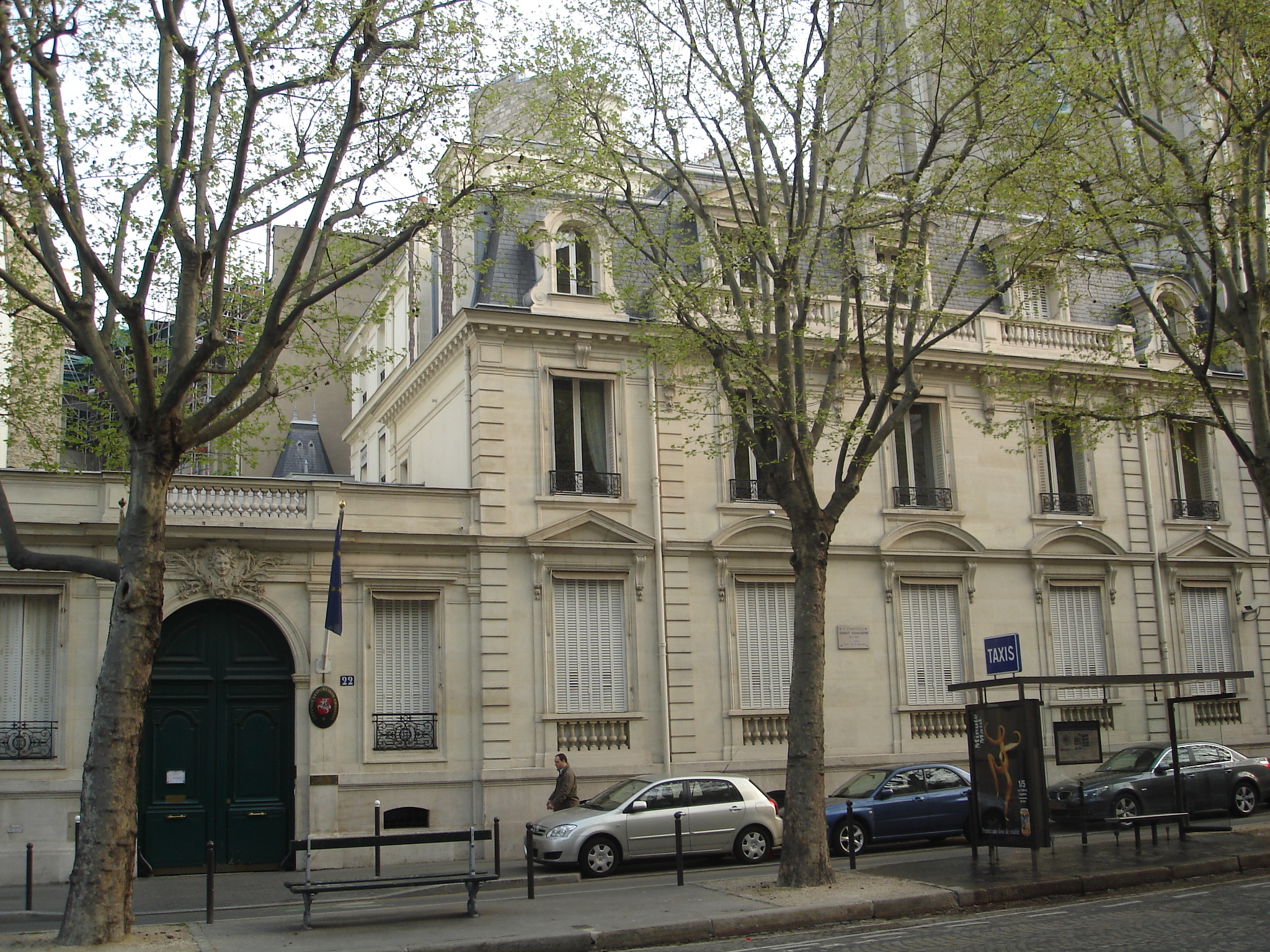
Ambaixada a París
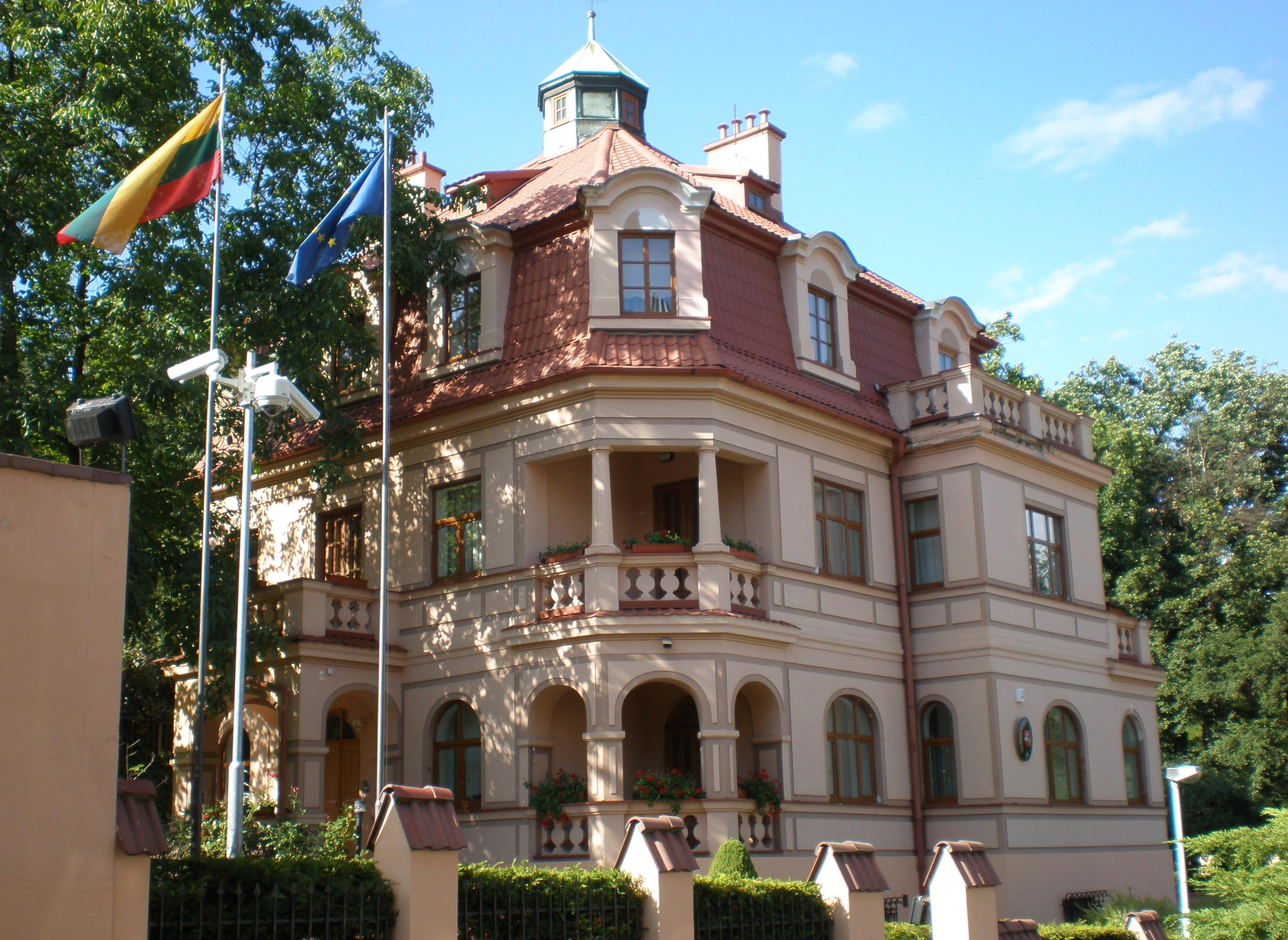
Ambaixada a Praga
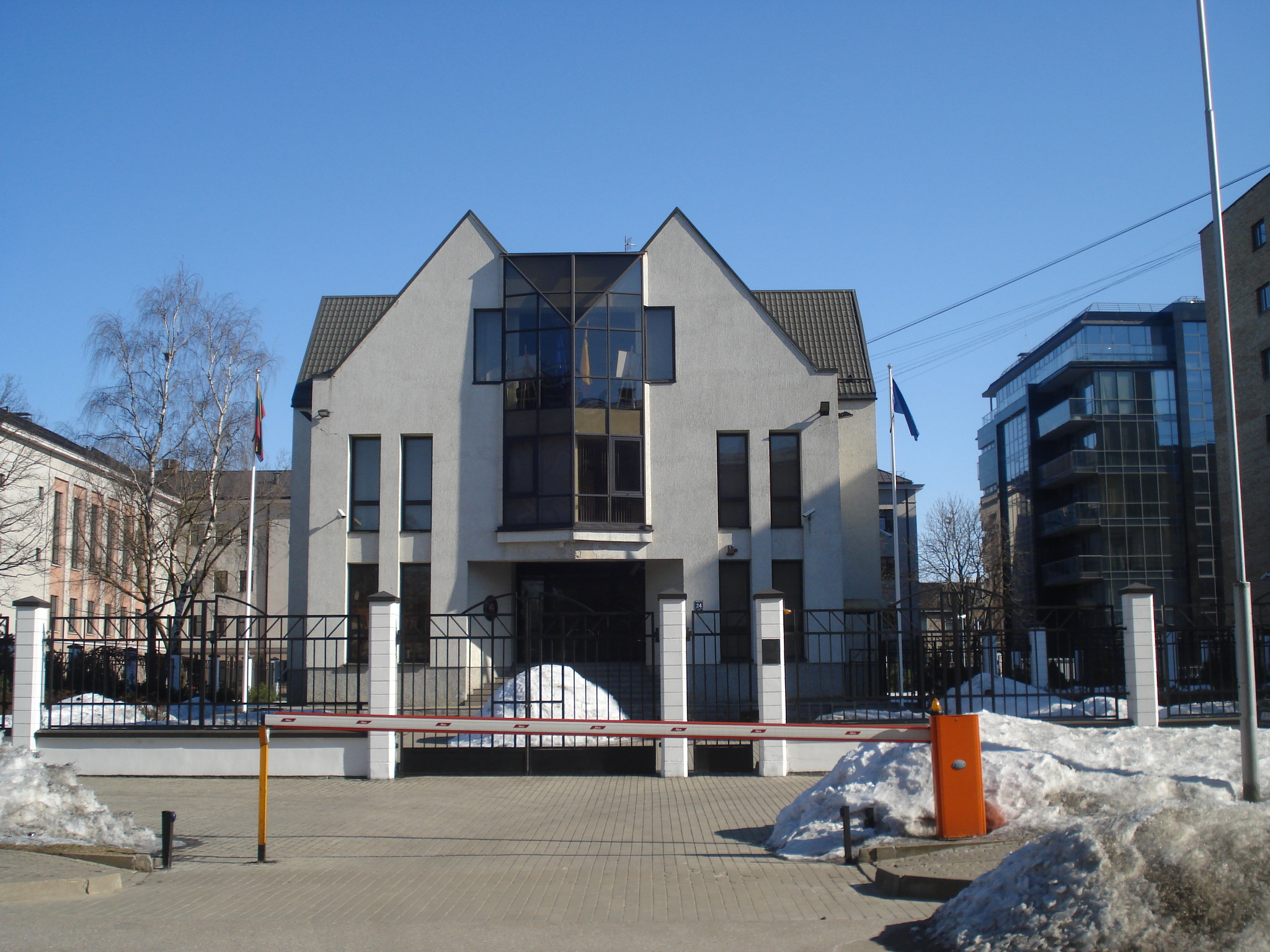
Ambaixada a Riga
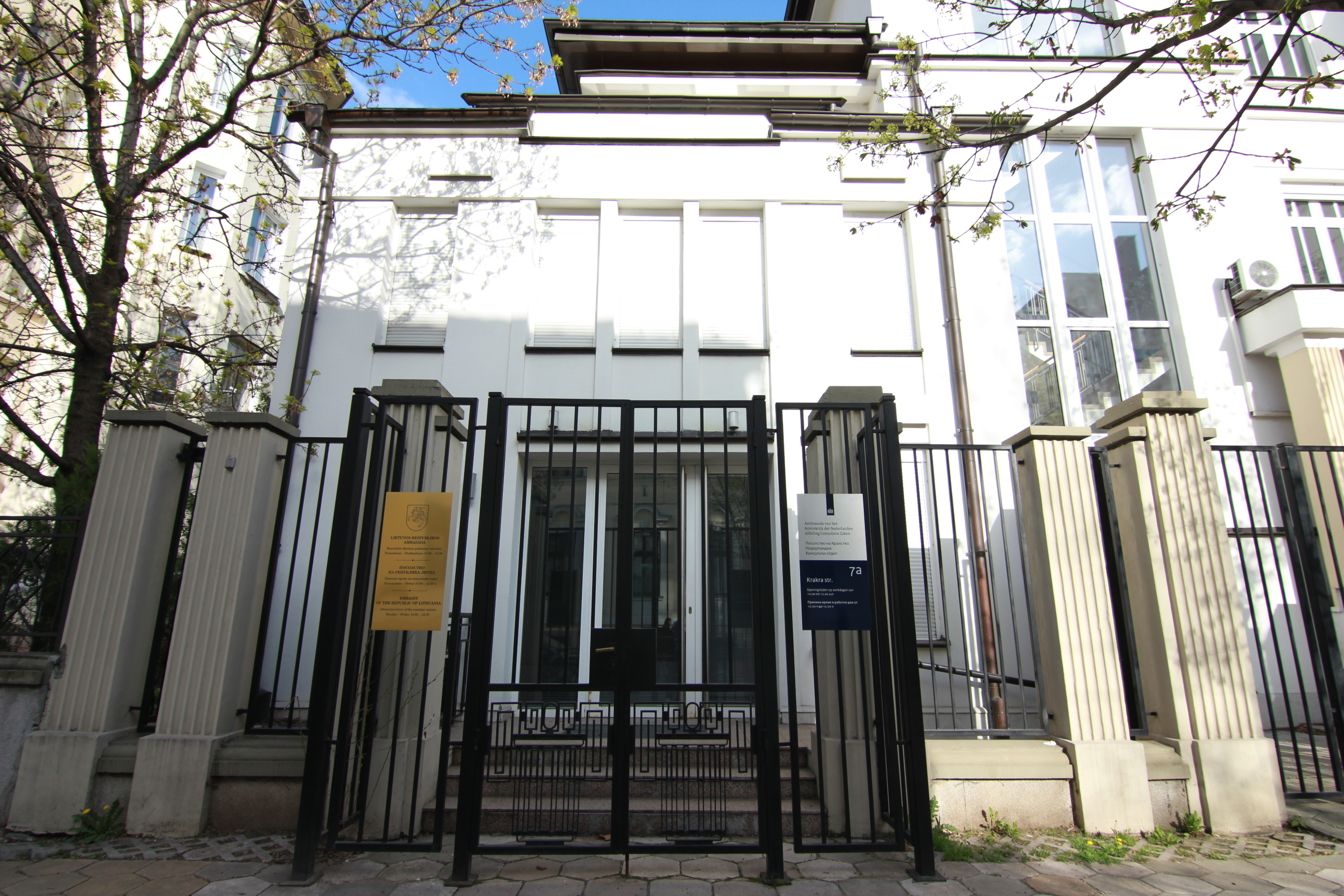
Ambaixada a Sofia
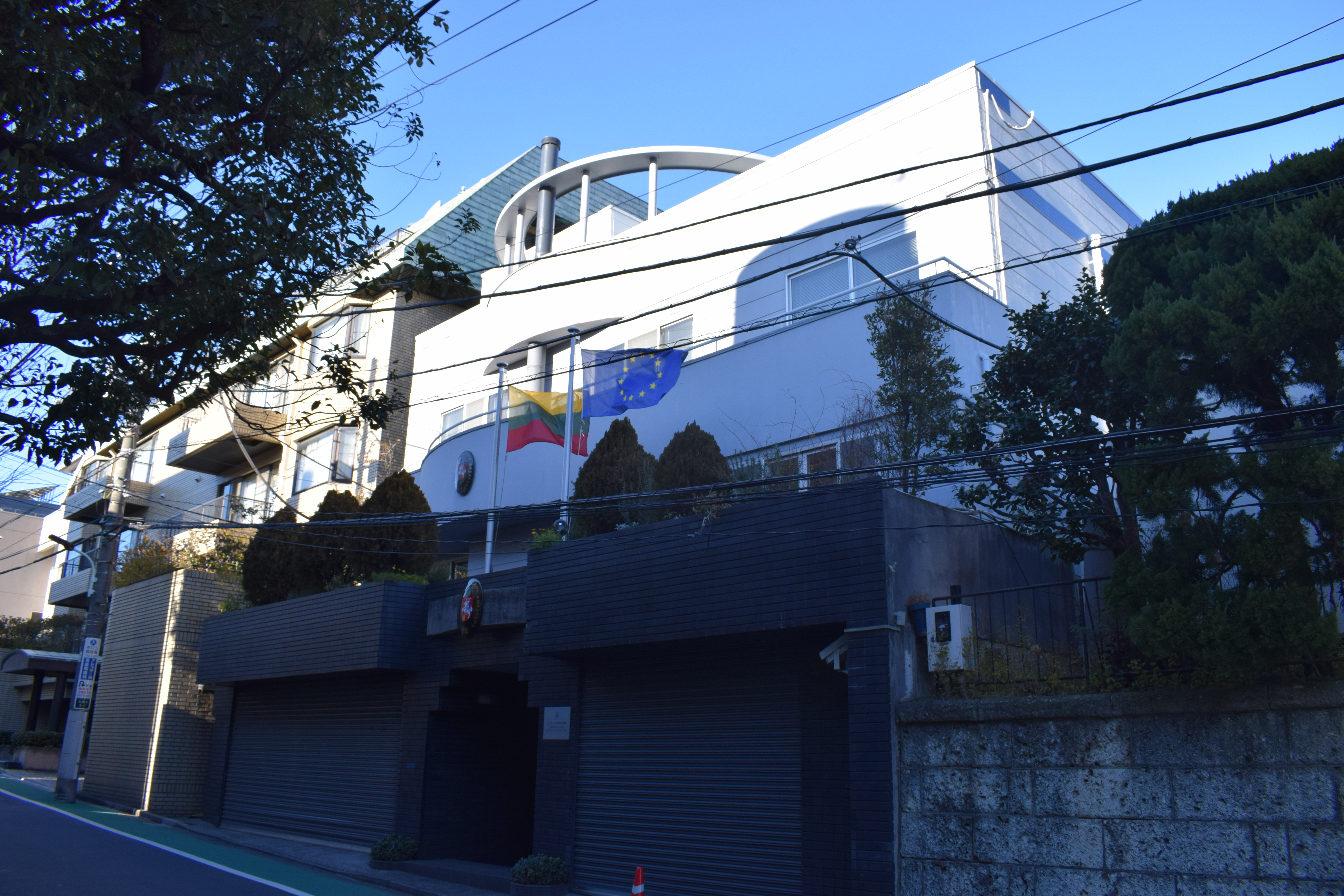
Ambaixada a Tòquio
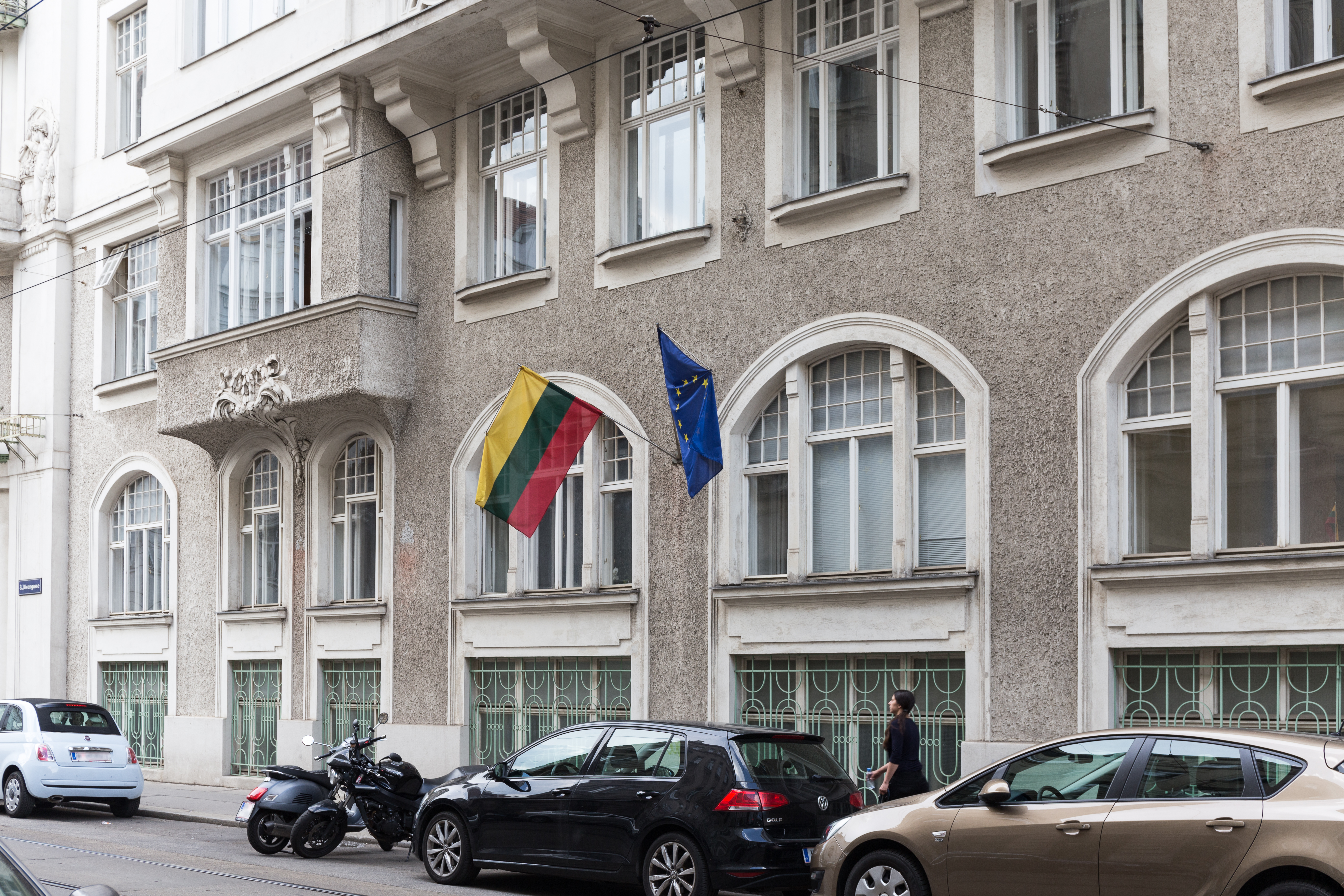
Ambaixada a Viena
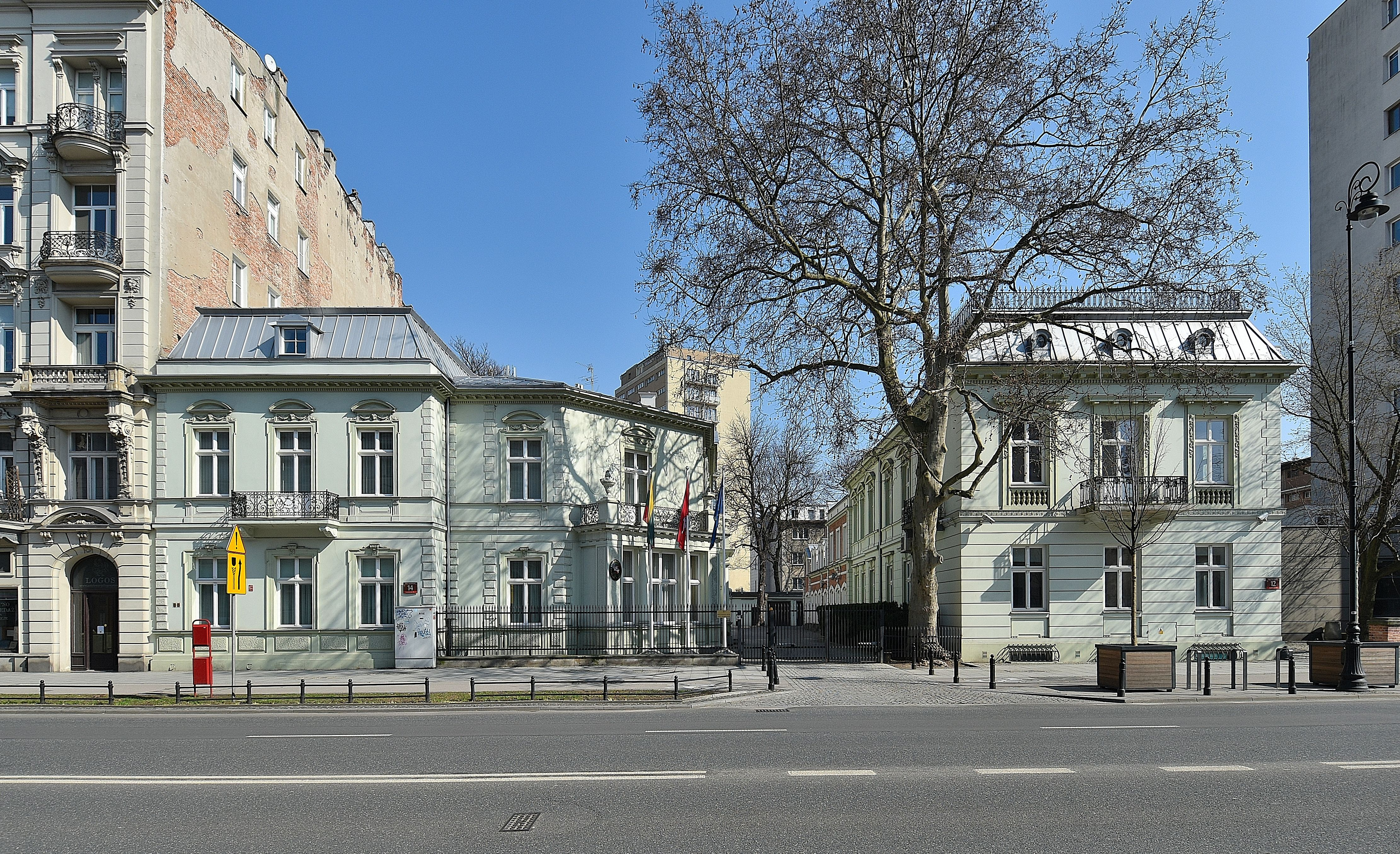
Ambaixada a Varsòvia
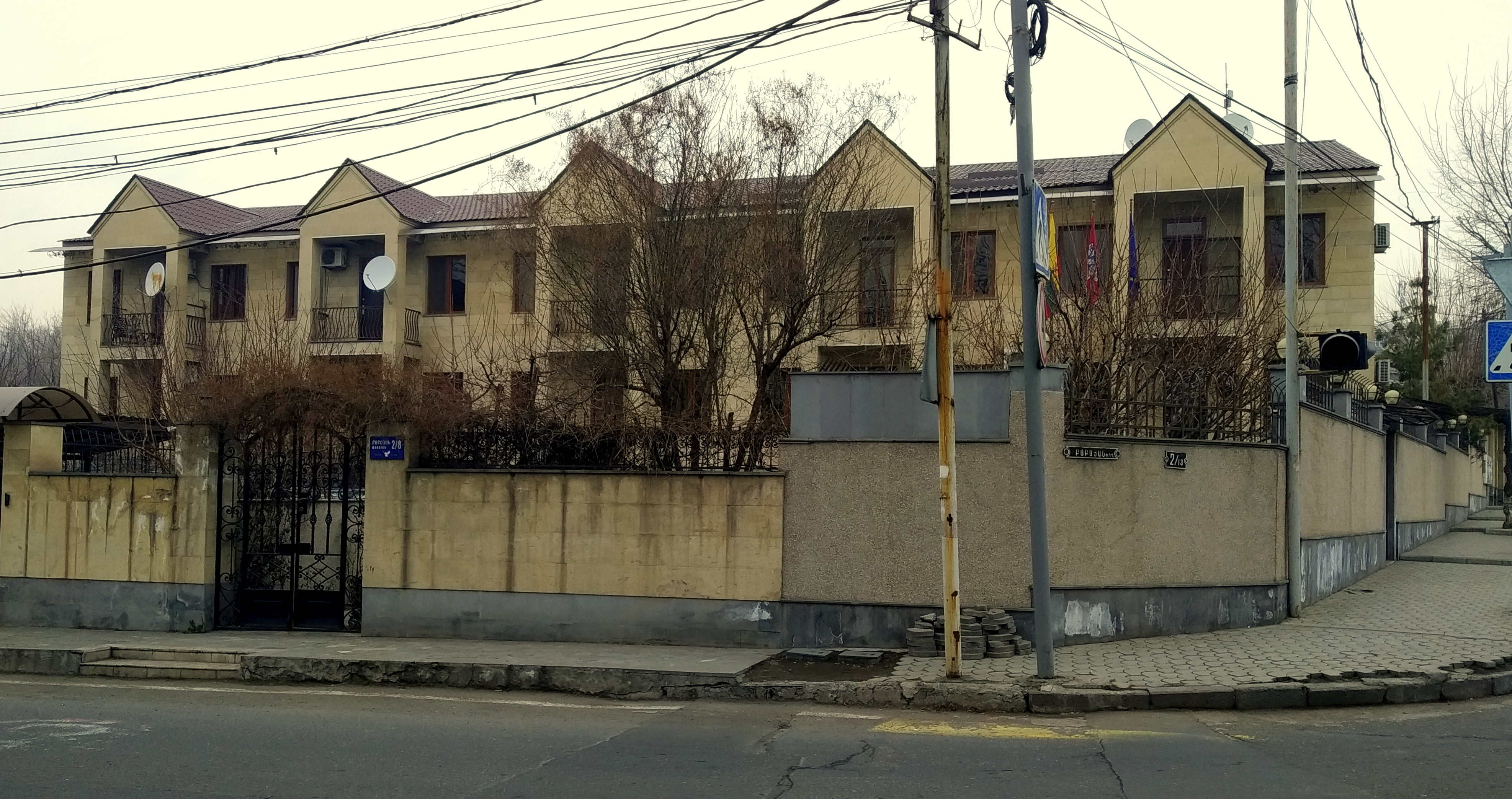
Ambaixada a Erevan